# Jemné párky
Jemné párky byly jemně mělněným masovým výrobkem, které se podle původní receptury připravovaly z kvalitního hovězího a vepřového masa kutrováním na velice jemné části. Podle původní receptury (ČSN 57 6099) měly jemné párky následující složení (na 100 kg hotového výrobku):
- hovězí maso výrobní zadní solené: 33,80 kg
- hovězí maso výrobní přední solené: 4,00 kg
- vepřové výrobní maso bez kůže solené: 32,40 kg
- vepřové maso libové solené: 1,65 kg
- vepřové maso libové solené II: 5,00 kg
- vepřová kůže solená: 8,30 kg
- dusitanová solící směs: 2,10 kg
- mouka pšeničná: 3,30 kg
- bílkovina pšeničná: 1,00 kg
- pepř mletý: 0,08 kg
- muškátový oříšek: 0,04 kg
- voda: 31,00 l

Po zrušení závaznosti bývalých státních a podnikových norem počátkem 90. let 20. století došlo k prudkému snížení jeho kvality. V současné době se jedná o levný výrobek složený hlavně z náhražek, jako je drůbeží separát, kůžová emulze, sádlo, voda, škrob a jiná plnidla a zahušťovadla. Některé z nich neobsahují ani žádné maso.